# 重生 (專輯)
《重生》是台灣歌手李翊君發行的第21張音樂專輯，亦是她於產後復出首張發行，專輯中全部是國語翻唱，由許常德策劃監製，吳俊徹統籌，並由連續獲得三屆金曲獎的製作人蔡宗政及林東松、李漢群和吳俊徹組成製作群；以重新編曲方式翻唱中島美雪的成名歌曲，編曲交由台灣、新加坡、泰國等三地編曲老師，曲風多元，包含抒情、搖滾、爵士及Newage。

## 曲目
1. 重生
2. 太陽
3. Remember
4. 一千零一夜
5. 完美的女人
6. 隨時可能流淚
7. 容易受傷的女人
8. 天涯
9. 兩個人的月亮
10. 男人緣